# (4745) Nancymarie
(4745) Nancymarie – planetoida z pasa głównego asteroid okrążająca Słońce w ciągu 5,24 lat w średniej odległości 3,02 j.a. Odkrył ją Henry Holt 9 lipca 1989 roku w Obserwatorium Palomar. Jej nazwa pochodzi od Nancy Marie Martinez – córki odkrywcy.